# Judith Sephuma
Judith Sephuma (sinh ngày 29 tháng 6 năm 1974) là một ca sĩ nhạc jazz nổi tiếng tại Nam Phi và là  ca sĩ nhạc pop.

## Tiểu sử
Sinh ra ở Seshego, Judith Sephuma được nuôi dưỡng ở Polokwane, Limpopo, và sau đó chuyển đến Cape Town vào năm 1994 để học làm một ca sĩ nhạc jazz. Năm 1997, cô tốt nghiệp Đại học Cape Town với bằng tốt nghiệp Jazz và tiếp tục học tiếp. Năm 1999, cô đã giành giải "Ca sĩ nhạc Jazz xuất sắc nhất" tại cuộc thi hát nhạc Jazz và ký hợp đồng với bộ phận BMG tại châu Phi.
Album đầu tay của cô A Cry, A Smile, A Dance (2001) được đánh giá cao. Một số album khác của cô bao gồmː
- Change is Here (2008),
- I Am A Living Testimony (2011),
- A Legacy Live in Concert (2012; CD và DVD) Album đầu tay năm 2013 của cô mang tên The Experience LIVE in Concert (CD và DVD).

Năm 2015, cô phát hành album One Word. Album sau của cô My Worship - Live, được phát hành vào năm 2017.
Cô được thu âm và quảng bá hình ảnh thông qua hãng thu âm độc lập Lalomba Music.